# دانشکده دندانپزشکی کرمانشاه
دانشکده دندانپزشکی دانشگاه علوم پزشکی کرمانشاه یکی از دانشکده‌های دندانپزشکی ایران وابسته به دانشگاه علوم پزشکی کرمانشاه در کرمانشاه است.

## تاریخچه
دانشکده دندانپزشکی کرمانشاه در سال ۱۳۸۶ بنیانگذاری شد. هم‌اکنون ریاست این دانشکده را دکتر حمیدرضا مظفری برعهده دارد.